# تیلماکوکسیب
تیلماکوکسیب (انگلیسی: Tilmacoxib) یا JTE-522 یک مهارکننده COX-2 است و یک عامل شیمیایی پیشگیری‌کننده موثر در برابر فیبروز آزمایشی کبد موش است.